# Криворізький міський ґебіт
Криворі́зький міськи́й ґебі́т, міська́ окру́га Криви́й Ріг (нім. Kreisgebiet Kriwoi Rog-Stadt) — адміністративно-територіальна одиниця генеральної округи Дніпропетровськ Райхскомісаріату Україна протягом німецької окупації Української РСР під час Німецько-радянської війни. Адміністративним центром ґебіту було місто Кривий Ріг.

## Історія
Ґебіт утворено о 12 годині дня 15 листопада 1941 року у межах тодішньої території міста Кривий Ріг. Складався тільки з одного району — міського району Кривий Ріг (нім. Rayon Kriwoi Rog-Stadt).  2 квітня 1942 р. було визначено офіційне написання німецькою мовою місць перебування ґебітскомісарів.
У Кривому Розі виходило друковане видання для вермахту німецькою мовою Der Kampf [Боротьба], також видавався тижневик «Дзвін» (відомі номери якого датуються часовим проміжком з 1 жовтня 1941 до 27 жовтня 1943) та періодичний додаток до цього часопису під назвою «Меч». Редактором «Дзвону» у 1941 році був Михайло Пронченко, а в 1943 — М. Жосан, 
22 лютого 1944 року Кривий Ріг було відвойовано радянськими військами. 